# عوائم العين
العوائم أو الطَّافيات أو الأجسام الطافية أو الأجسام العائمة (بالإنجليزية: floaters)‏ أو السَمادير أو الذبابة الطائرة (باللاتينية: musca volitans) هي ترسبات داخل الجسم الزجاجي لكرة العين، لها أحجام وأشكال ومعاملات انكسار مختلفة. في السن الصغيرة يكون الجسم الزجاجي شفافا تماما، ولكن مع التقدم في العمر تبدأ هذه الشوائب تدريجيا في الظهور عند الكثيرين. الأجسام الطافية تتكون غالبا نتيجة تغيرات تنكسية في الجسم الزجاجي، وتُرى نتيجة الظل الذي تلقيه على الشبكية، أو نتيجة انكسار الضوء المار خلالها. هذه الأجسام لها أشكال متعددة فقد تكون بقعا أو خيوطا، وتطفو عادة ببطء أمام عين الشخص المصاب. ولا تكون خطرة الا إذا تزايدت.

## أسباب عوائم العين
هذه التغيرات قد تحدث في أي عمر، ولكن في الغالب تصيب الأشخاص ما بين 50 – 75 سنة، خاصةً الأشخاص الذين يعانون من قصر نظر حاد، أو الأشخاص الذين خضعوا لعملية إزالة المياه البيضاء.
من النادر أن تحدث العوائم نتيجة عمليات العين الأخرى أو من:
- أمراض العين
- إصابات العين
- اعتلال الشبكية السكري
- الرواسب الكرستالية في السائل الزجاجي
- أورام العين مثل سرطان الغدد الليمفاوية (نادراً)

كما أن العوائم قد تكون نتيجة لاضطرابات خطيرة في العين:
- انفصال الشبكية.
- تمزق الشبكية.
- نزيف في السائل الزجاجي.
- التهابات الشبكية والجسم الزجاجي الناتجة عن عدوى فيروسية، فطرية، أو أمراض المناعة الذاتية.
- أورام العين.

من الممكن أن تحدث العوائم كعرض جانبي نتيجة استخدام بعض الأدوية مثل:
- بيندريل أليرجي: (Benadryl Allergy) المستخدم لعلاج الحساسية
- ديلتيزم (Diltiazem) : المستخدم في أمراض القلب
- الأَميتريبتيلين (Amitriptyline) : من مضادات الاكتئاب
- ألبرازولام (Xanax) : مهدئ

إضافة لذلك، هناك نوع مميز من العوائم مرتبط بالهالة البصرية (visual aura) المصاحبة لبعض أنواع الصداع النصفي. يظهر في هذه الهالة وميض، وأنماط رؤية معينة، وحركة واضحة للعوائم، لكنها لا تمثل العوائم المرتبطة بمشاكل الشبكية والسائل الزجاجي.

## الأعراض
تظهر هذه العوائم مع الرؤية، ولكنها تختفي عند التركيز عليها.
كما أنّ لهذه العوائم أشكال مختلفة، منها:
- نقط سوداء أو رمادية
- خطوط متعرجة
- جدائل خيطية ،من الممكن أن تكون بعُقد وتكون شبه شفافة
- شبكية الشكل
- حلقية الشكل

بمجرد ظهور العوائم في مجال رؤيتك، فإنها على الأرجح لن تزول، بل تتطور الحالة وتزداد العوائم في مجال الرؤية بالتدريج، ولكنها مع كل هذا لا تتعارض مع عملية الإبصار.

## متى يتوجب التماس العناية الطبية للعوائم؟
إذا كان عدد العوائم قليل ولا يزداد بمرور الوقت، فهذا مؤشر على عدم وجود أية مشاكل خطيرة في العين.
ولكن يعتبر الأمر بالغ الأهمية وتتوجب زيارة الطبيب في الحالات التالية:
- الزيادة المفاجئة في عدد العوائم
- رؤية وميض مع العوائم
- فقد البصر المصاحب للعوائم
- حدوث العوائم بعد إجراء أي عملية جراحية أو إصابات في العين
- آلام العين

## العلاج
عوائم العين الحميدة غالباً لا تحتاج لأي تدخل علاجي، أما إذا كانت مصدر إزعاج للشخص فبإمكانه إبعادها بتحريك العين؛ لأن هذه الحركة من شأنها أن تتسبب في حركة السائل الزجاجي و ما يحويه من تجمعات لقطع الكولاجين. غالباً تحريك النظر لأعلى وأسفل أكثر فعالية من تحريكه يمنة ويسرة.
ولكن عندما تتواجد العوائم بكثافة عالية في مجال الرؤية بحيث تتعارض مع عملية الإبصار، فهنا من الممكن أن ينصح الطبيب بإجراء عملية جراحية(Vitrectomy) لإزالة السائل الزجاجي والشوائب التي تعوم فيه، ومن ثم يستبدل السائل الزجاجي بمحلول ملحي ليملأ الجزء الخلفي من العين.
هذه العملية مرتبطة بمضاعفات مثل:
- انفصال الشبكية
- تمزق الشبكية
- تكون المياه البيضاء

على الرغم من أن احتمالية حدوث هذه المضاعفات ضئيلة، فإن غالبية الجراحيين لا يلجأون إليها إلا في حال تعارض العوائم فعلياً مع الرؤية، وذلك لما تسببه هذه المضاعفات من عطب دائم في الرؤية قد يصل للعمى.

## وصلات خارجية
- موسوعة الملك عبد الله بن عبد العزيز للمحتوى الصحي